# ルシア・ピノチェト
イネス・ルシア・ピノチェト・イリアルト（Inés Lucía Pinochet Hiriart, 1943年12月14日 - ）は、チリの独裁者アウグスト・ピノチェトとその妻ルシア・イリアルト・デ・ピノチェトの長女である。2008年から2012年までビタクラ市議会議員を務めていた。

## バイオグラフィ
チリ大学で幼児教育を学んで卒業した。また1994年にメトロポリタン教育科学大学で教育学の学位も取得した。
彼女には5度の結婚歴があり、その相手はエルナン・ガルシア・バルゼラット（Hernán García Barzelatto）、実業家のホルヘ・アラヴェナ（Jorge Aravena）、フアン・パブロ・ヴィクーニャ（Juan Pablo Vicuña）、極右運動団体「祖国と自由」のメンバーで画家のロベルト・ティーメらである。
ガルシア・バルゼラットとのあいだにロドリゴ・アンドレス（Rodrigo Andrés）、フランシスコ・ハビエル（Francisco Javier）、エルナン・アウグスト（Hernán Augusto）が生まれている。
彼女は脱税で起訴されると2006年1月にアメリカ合衆国に渡って政治亡命を試みたが、すぐに直前に住んでいたアルゼンチンへと強制送還された。2006年12月に行われた父の軍事葬の際、彼女は父が1973年9月にサルバドール・アジェンデを打倒し、「自由の炎」を灯したと主張して讃えた。
2007年9月13日、ピノチェトはサンティアゴ第23区より国会議員選挙に無所属で出馬する意向を表明した。しかしながリッグス銀行がアウグスト・ピノチェトの数百万ドルの資産隠しを斡旋していたことがアメリカ合衆国で捜査されるとピノチェトと他の4人の子供たち、妻のルシア・イリアルト、その他17人（将軍2人、彼の元弁護士1人、彼の元秘書1人を含む）らが逮捕された。彼らは横領、偽造パスポートの使用、ピノチェト統治時代に2700万ドル（1320万ポンド）を国外の銀行口座に不正送金した罪で起訴された。
ルシア・ピノチェトは2008年の市議選でサンティアゴ北東部のコミューンであるビタクラの議員に得票率16%で選出された。彼女は同年12月6日に就任し、その4年後の2012年12月6日に辞職した。